# آکان ۴۵۸۴
سیارک ۴۵۸۴ (به انگلیسی: 4584 Akan، نامگذاری:1990FA) چهار هزار و پانصد و هشتاد و چهارمین سیارک کشف شده‌است که در ۱۶ مارس ۱۹۹۰ کشف شد.
قدر مطلق سیارک برابر ۱۲٫۴۰ است.